# Marie-Claude Chappuis
Marie-Claude Chappuis (née le 2 janvier 1969 à Fribourg) est une chanteuse d'opéra mezzo-soprano suisse particulièrement connue pour ses performances dans les opéras baroques et la musique sacrée.

## Biographie et répertoire
Marie-Claude Chappuis naît le 2 janvier 1969 à Fribourg.
Elle grandit dans le village de Lovens dans une famille de chanteurs. Sa mère Thérèse a en effet été l’une des choristes de l’abbé Pierre Kaelin. Elle commence ses études de chant au conservatoire de Fribourg. Elle poursuit sa formation musicale au Mozarteum de Salzbourg où elle obtient le prix d’excellence pour sa virtuosité.
À l’issue de sa formation musicale, elle intègre brièvement l’opéra d’Innsbruck sous la direction de Brigitte Fassbaender. Dès 2003, elle se produit sur de nombreuses scènes internationales, notamment en Europe et en Asie.
Au fil des ans, elle travaille avec des chefs d’orchestre de renom, comme Roger Norrington, Riccardo Chailly et Nikolaus Harnoncourt. Elle interprète notamment Idamante, dans la production Idomenée à Graz et à Zurich, dirigée et mis en scène par Nikolaus Harnoncourt. Elle incarna également Didon dans Didon et Enée, de Purcell. En 2017, elle fait ses débuts à la Scala de Milan et intègre ensuite le Theater an der Wien (Hedwige dans Guillaume Tell) en 2018.
Virtuose en chant baroque, Marie-Claude Chappuis fonde en 2001 le Festival du lied à Fribourg.
En 2017, elle sort un disque intitulé “Sous l’empire d’Amour”. En 2018, elle sort un nouvel album de chants populaires suisses intitulé "Au cœur des Alpes".
Marie-Claude Chappuis compte parmi les mezzo-sopranos les plus demandées de sa génération.[réf. nécessaire]
Elle excelle aussi bien dans le chant baroque que dans la littérature romantique. Elle a chanté le rôle de Didon à la Staatsoper de Berlin dans la production de Sasha Waltz et celui de la Belle Hélène à l'opéra de Saint-Gall. Ces deux rôles ont été acclamés par le public et par la critique internationale.[réf. nécessaire]
Elle a interprété Carmen et Ottavia dans "Le couronnement de Popée".[réf. nécessaire]
Elle enregistre avec René Jacobs "La Clémence de Titus" nommée aux Grammys, "La Finta Giardiniera", "Rappresentatione di Corpo ed Anima" où elle interprète Anima, "La Brockes-Passion" de Telemann ainsi que "La Passion selon Saint Matthieu" de Bach. 
En 2021, elle incarne de nouveau Didon dans Didon et Enée de Purcell, accompagnée par le Concert d'Astrée. Elle y interprète également les rôles de la Magicienne et de l'Esprit.

## Voix
Chanteuse mezzo-soprano, elle détient un vaste répertoire et incarne des rôles de solistes dans des opéras classiques et romantiques, lied et chants populaires, musique sacrée, et opéras baroques.